# Serie A 2011-2012 (rugby a 15 femminile)
La Serie A 2011-12 fu il 21º campionato di rugby a 15 femminile di prima divisione organizzato dalla Federazione Italiana Rugby e il 28º assoluto.
Si tenne dal 9 ottobre 2011 al 29 aprile 2012 tra 9 squadre suddivise in due gironi di merito all'italiana.
Il torneo fu vinto, per la 5ª volta, dal Riviera del Brenta che sconfisse in finale le Red Panthers di Treviso; fu la decima sfida consecutiva di finale tra le due compagini venete, che nei nove precedenti aveva visto prevalere le trevigiane per 5 vittorie a 4.

## Formula
Le undici squadre del campionato furono ripartite in due gironi di merito, il primo, detto girone 1 o girone 1 Élite, composto da cinque squadre, mentre il secondo, detto girone 2, da sei.
Successivi ritiri e conseguenti esclusioni portarono a quattro le squadre di quest'ultimo girone.
I due gironi ebbero uno svolgimento all'italiana con gare d'andata e ritorno e classifica dell'Emisfero Sud (4 punti per la vittoria, 2 per il pareggio, 0 per la sconfitta con scarto superiore a 7 punti, 1 per sconfitta con scarto minore o uguale a 7 punti e 1 eventuale ulteriore punto di bonus per 4 mete marcate in un singolo incontro); le prime tre squadre del girone Élite furono ammesse alle semifinali, mentre la quarta spareggiò in gara unica di barrage con la vincente del secondo girone.
Le semifinali si tennero con gara d'andata e ritorno, con la prima del girone a incontrare la vincente del barrage e la seconda ad affrontare la terza; la finale fu in gara unica.

## Squadre partecipanti

### Girone 1 Élite
- Monza
- Red & Blu
- Red Panthers
- Riviera del Brenta
- Valsugana

### Girone 2
- Benevento
- Colorno
- CUS Ferrara
- Le Lupe (Piacenza)[4]
- Pesaro
- Taurinia (Torino)[5]

## Stagione regolare

### Girone 1 Élite

#### Risultati
| 9-10-2011 | 1ª/6ª giornata        | 27-11-2011 |
| --------- | --------------------- | ---------- |
| 0-31      | Red & Blu — Valsugana | 7-20       |
| 3-11      | Riviera — Monza       | 14-17      |
| Rip.      | Red Panthers          |            |

| 6-11-2011 | 4ª/9ª giornata           | 22-1-2012 |
| --------- | ------------------------ | --------- |
| 5-3       | Valsugana — Monza        | 10-17     |
| 0-49      | Red & Blu — Red Panthers | 17-24     |
| Rip.      | Riviera                  |           |

| 16-10-2011 | 2ª/7ª giornata       | 4-12-2011 |
| ---------- | -------------------- | --------- |
| 10-20      | Monza — Red Panthers | 3-15      |
| 15-11      | Valsugana — Riviera  | 5-51      |
| Rip.       | Red & Blu            |           |

| 13-11-2011 | 5ª/10ª giornata        | 25-3-2012 |
| ---------- | ---------------------- | --------- |
| 61-18      | Red Panthers — Riviera | 21-36     |
| 36-0       | Monza — Red & Blu      | 21-5      |
| Rip.       | Valsugana              |           |

| 23-10-2011 | 3ª/8ª giornata           | 15-1-2012 |
| ---------- | ------------------------ | --------- |
| 52-0       | Riviera — Red & Blu      | 29-10     |
| 34-0       | Red Panthers — Valsugana | 55-0      |
| Rip.       | Monza                    |           |

#### Classifica girone 1 Élite
|  |    | Squadra            | G | V | N | P | PF  | PS  | P±   | B | Pen | Pt |
|  | -- | ------------------ | - | - | - | - | --- | --- | ---- | - | --- | -- |
|  | 1. | Red Panthers       | 8 | 7 | 0 | 1 | 279 | 84  | 195  | 5 | 0   | 33 |
|  | 2. | Monza              | 8 | 5 | 0 | 3 | 118 | 72  | 46   | 2 | 0   | 22 |
|  | 3. | Riviera del Brenta | 8 | 4 | 0 | 4 | 214 | 140 | 74   | 6 | 4   | 18 |
|  | 4. | Valsugana          | 8 | 4 | 0 | 4 | 86  | 178 | −92  | 2 | 0   | 18 |
|  | 5. | Red & Blu          | 8 | 0 | 0 | 8 | 39  | 262 | −223 | 1 | 0   | 1  |

### Girone 2

#### Risultati
| 9-10-2011 | 1ª/4ª giornata       | 4-12-2011 |
| --------- | -------------------- | --------- |
| 30-0      | Pesaro — CUS Ferrara | 34-5      |
| 19-29     | Benevento — Colorno  | 29-23     |

| 23-10-2011 | 2ª/5ª giornata          | 15-1-2012 |
| ---------- | ----------------------- | --------- |
| 7-57       | CUS Ferrara — Benevento | 10-31     |
| 10-17      | Pesaro — Colorno        | 0-36      |

| 13-11-2011 | 3ª/6ª giornata        | 25-3-2012 |
| ---------- | --------------------- | --------- |
| 53-15      | Benevento — Pesaro    | 10-31     |
| 0-48       | CUS Ferrara — Colorno | 3-55      |

#### Classifica girone 2
|  |    | Squadra     | G | V | N | P | PF  | PS  | P±   | B | Pen | Pt |
|  | -- | ----------- | - | - | - | - | --- | --- | ---- | - | --- | -- |
|  | 1. | Colorno     | 6 | 5 | 0 | 1 | 208 | 61  | 147  | 6 | 0   | 26 |
|  | 2. | Benevento   | 6 | 4 | 0 | 2 | 200 | 115 | 85   | 0 | 4   | 12 |
|  | 3. | Pesaro      | 6 | 3 | 0 | 3 | 110 | 121 | −11  | 0 | 4   | 8  |
|  | 4. | CUS Ferrara | 6 | 0 | 0 | 6 | 25  | 256 | −231 | 0 | 0   | 0  |

## Fase aplay-off
|  | Barrage | Barrage   | Barrage |  |  | Semifinali | Semifinali         | Semifinali         | Semifinali         |    |  | Finale       | Finale       | Finale |  |
|  |         |           |         |  |  |            |                    |                    |                    |    |  |              |              |        |  |
|  |         |           |         |  |  | 1A1        | Red Panthers       | 5                  | 35                 |    |  |              |              |        |  |
|  | 4A1     | Valsugana | 51      |  |  |            | Valsugana          | 5                  | 15                 |    |  |              |              |        |  |
|  | 1A2     | Colorno   | 0       |  |  |            |                    |                    |                    |    |  | Red Panthers | Red Panthers | 20     |  |
|  |         |           |         |  |  |            |                    | Riviera del Brenta | Riviera del Brenta | 26 |  |              |              |        |  |
|  |         |           |         |  |  | 3A1        | Riviera del Brenta | 32                 | 20                 |    |  |              |              |        |  |
|  |         |           |         |  |  | 2A1        | Monza              | 18                 | 0                  |    |  |              |              |        |  |

### Barrage
| Arbitro: | Barbara Guastini (Prato) |

|                                                                             |      |  |
| Ruzza 10’ Salvadego 17’, 47’ Veronese 23’, 53’, 80’ S. Stefan 31’ Folli 41’ | mt   |  |
| Rigoni 17’, 23’, 31’, 41’                                                   | tr   |  |
| Rigoni 74’                                                                  | c.p. |  |

### Semifinali
| Arbitro: | Sgardiolo (Rovigo) |

|           |    |               |
| Folli 71’ | mt | 38’ L. Stefan |

| Mira 15 aprile 2012, ore 15:30 UTC+2 Semifinale d'andata 2 | Riviera del Brenta | 32 – 18 | Monza | Stadio del Rugby |

| Arbitro: | Elia Rizzo (Ferrara) |

|                                                              |      |                         |
| L. Stefan 3’ Severin 15’ Furlan 25’, 45’ Busato 31’ Este 60’ | mt   | 52’ Rigoni 80’ Veronese |
| Tondinelli 25’                                               | tr   | 80’ Rigoni              |
|                                                              | c.p. | 37’ Rigoni              |
| Tondinelli 20’                                               | drop |                         |

| Arbitro: | Monia Salvini (Prato) |

|  |      |                          |
|  | mt   | Vaghi Valentina Schiavon |
|  | tr   | Veronica Schiavon (2)    |
|  | c.p. | Veronica Schiavon (2)    |

### Finale
| Arbitro: | Federica Guerzoni (Ferrara) |

| |              | |
| L. Stefan 9’ Facchini 21’ Renosto 58’ Severin 75’ | mt           | 18’ M.C. Nespoli 54’ Ferrari |
| | tr           | 18’, 54’ Veronica Schiavon |
| | c.p.         | 7’, 11’, 32’, 61’ Veronica Schiavon |
| · De Nicolao · Renosto · Furlan · Busato · Facchini · Tondinelli · Costa · L. Stefan · G. Bado (C) · Este · Bortoletto · Severin · 22’ Magini · 32-42’ Zanon · Innocente | Formazioni   | Fanfoni Silvestri Zampieri Ferrari Calderan Ver. Schiavon Val. Schiavon Molic Gai M.C. Nespoli Pantarotto Trevisan Vaghi Vigato A. Nespoli |
| · 22’ Menuzzo | Sostituzioni | |
| Antonella Rossetti | Allenatori   | Luca Faggin |

## Verdetti
- Riviera del Brenta: campione d'Italia
- Red & Blu: retrocessa nel girone 2
- Colorno: promossa nel girone 1